# Horodeț, Ovruci
Horodeț (în ucraineană Городець) este localitatea de reședință a comunei Horodeț din raionul Ovruci, regiunea Jîtomîr, Ucraina.

## Demografie
Componența lingvistică a localității Horodeț
     Ucraineană (99,34%)
     Alte limbi (0,53%)
Conform recensământului din 2001, majoritatea populației localității Horodeț era vorbitoare de ucraineană (99,34%), existând în minoritate și vorbitori de alte limbi.